# 리베레츠주 시장당
리베레츠주 시장당(체코어: Starostové pro Liberecký kraj)은 체코의 중도우파 정당으로, 2008년 설립되었다. 또한 이 정당은 시장과 독립과 협력하고 있다.